# Istieo (storico)
Istieo o Estieo (in greco antico: Ἱστιαῖος?, Histiâios o in greco antico: Ἑστιαῖος?, Hestiâios; ... – ...) è stato uno storico greco antico.

## Biografia
Istieo, di età tardo-ellenistica o romana, è noto per aver scritto un'opera Sulla Fenicia (in greco antico: Φοινικικά?, Phoinikiká), in due libri; quest'opera, oggi perduta, viene citata da Flavio Giuseppe e da Elladio